# فيليب بونيغ
فيليب بونيغ (بالألمانية: Philipp Bönig) (مواليد 20 مارس 1980 في إردينغ - ألمانيا الغربية) لاعب كرة قدم ألماني يلعب حاليا لصالح نادي الدرجة الأولى بوخوم الألماني منذ 2003 في مركز الظهير الأيسر .

## روابط خارجية
- فيليب بونيغ على موقع قاعدة بيانات كرة القدم.إي يو (الإنجليزية)
- فيليب بونيغ على موقع بيانات كرة القدم. دي إي (الألمانية)
- فيليب بونيغ على موقع Soccerway.com (الإنجليزية)
- فيليب بونيغ على موقع عالم كرة القدم.نت (الإنجليزية)